# Burundi en los Juegos Olímpicos de Atenas 2004
Burundi estuvo representado en los Juegos Olímpicos de Atenas 2004 por siete deportistas, cinco hombres y dos mujeres, que compitieron en dos deportes.
El portador de la bandera en la ceremonia de apertura fue el nadador Emery Nziyunvira. El equipo olímpico burundés no obtuvo ninguna medalla en estos Juegos.